# Gasselterboerveenschemond
Gasselterboerveenschemond est un hameau dans la commune néerlandaise d'Aa en Hunze, dans la province de Drenthe. Au 1er janvier 2004, Gasselterboerveenschemond avait 40 habitants.
C'est un village-rue, le long d'un des multiples canaux (mond) dans les anciennes tourbières exploitées et défrichées de l'est de Drenthe. Gasselterboerveenschemond est essentiellement connu pour être le plus long toponyme en un seul mot des Pays-Bas.